# Le nozze (Čechov)
Le nozze (in russo Свадьба?, Svad'ba) è una commedia in un atto dello scrittore russo Anton Čechov, del 1889.
L'opera costituisce la naturale prosecuzione dell'altro atto unico Una domanda di matrimonio, che Čechov aveva scritto soltanto l'anno precedente.

## Trama
Questa breve opera porta sulle scene un pranzo di nozze, durante il quale si confrontano personaggi appartenenti alla piccola borghesia russa, in un'atmosfera nella quale la voglia di "mostrarsi all'altezza" degli sposi e delle loro famiglie si scontra con le loro modeste possibilità economiche. Čechov presenta pertanto con una sottile e triste ironia questa commedia degli equivoci, in cui si fa spesso finta che ci sia ciò che ci dovrebbe essere, o che si vorrebbe che ci fosse, e che invece non si è in grado di mettere a disposizione.

## Critica
La critica segnala che, in questa opera minore appaiono evidenti i temi che Čechov svilupperà poi nelle sue opere principali, ovvero la decadenza che caratterizza la fine di un'epoca e la nascita di una nuova, alla quale i suoi personaggi sembrano non essere in grado di adattarsi.
Il tema delle nozze verrà successivamente ripreso con accenti simili da altri grandi autori teatrali, come Vladimir Majakovskij (La cimice) e Bertolt Brecht (Le nozze piccolo borghesi).

## Adattamenti cinematografici
- Svad'ba, regia di Isidor Markovič Annenskij (1944)